# رزماری
رومارَن یا اِکلیل کوهی یا رُزماری یا رومارَن و رز مریم (نام علمی: Salvia rosmarinus)، یک سبزی چوبی و چند ساله با برگ‌هایی معطر، همیشه سبز، سوزنی مانند و گلهای سفید، صورتی، بنفش یا آبی، بومی منطقه مدیترانه و از خانواده نعناعیان است. تا سال ۲۰۱۷، با نام علمی Rosmarinus officinalis شناخته می‌شد که اکنون فقط یک مترادف است.
این گیاه از خانواده نعناع Lamiaceae است که گیاهان زیادی را نیز در بر می‌گیرد. نام "رزماری" از لاتین ros marinus ("شبنم دریا") گرفته شده‌است. رزماری دارای سیستم ریشه‌ای رش
ته‌ای است. قدرت واقعی رزماری در ترکیبات شیمیایی فعال آن، به‌ویژه اسید رزمارینیک و اسید کارنوسیک نهفته است که خواص آنتی‌اکسیدانی و درمانی قدرتمندی به آن می‌بخشند.

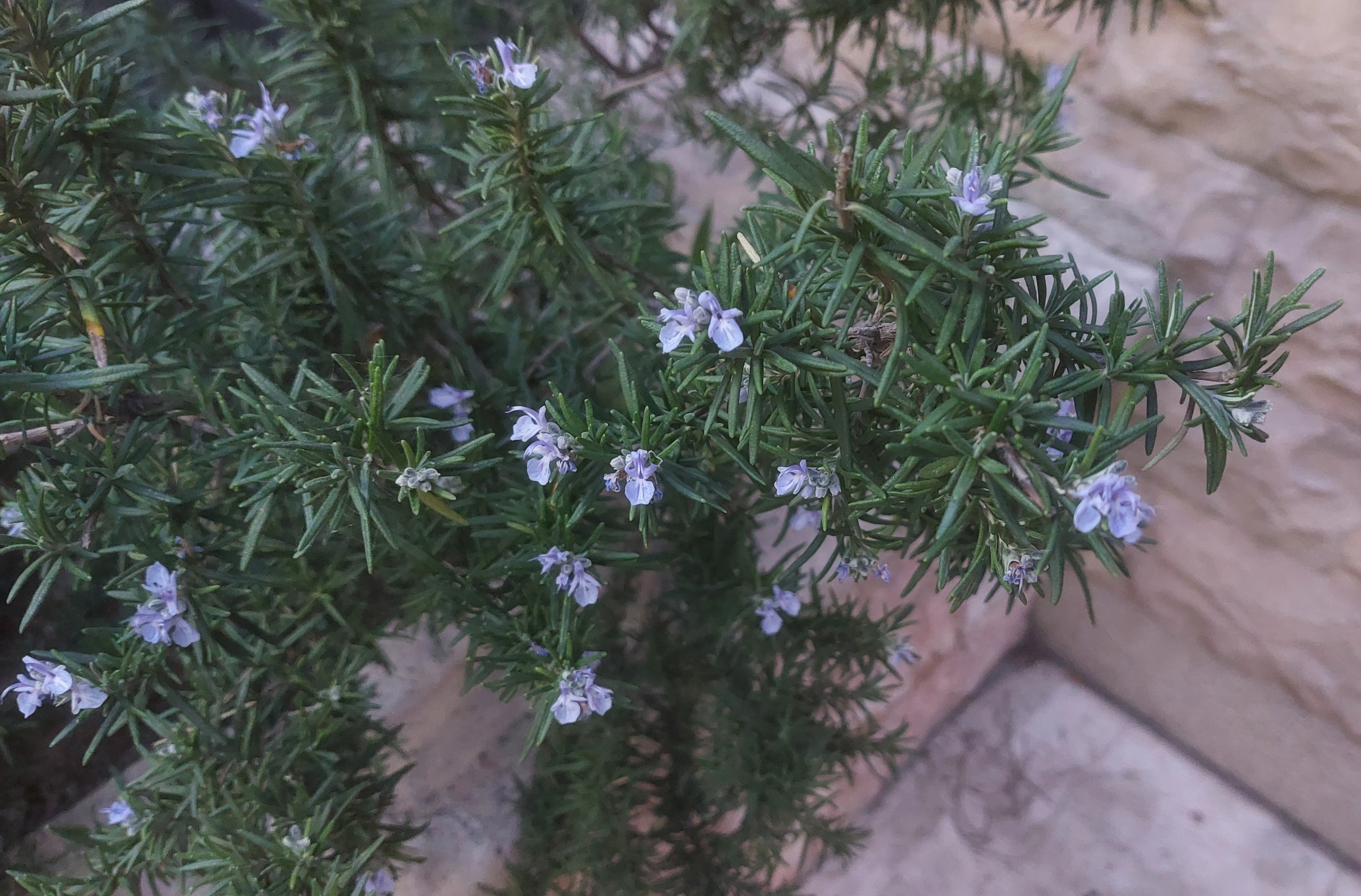
ظهور گل‌های گیاه رزماری در ابتدای فصل بهار

## تاریخچه گیاه دارویی رزماری
در قرن پانزدهم، مردم شاخه‌هایی از اکلیل کوهی را در منازل خود می‌سوزاندند تا آنها را از مرگ سیاه (طاعون) حفظ کند .در جنگ جهانی دوم، اکلیل کوهی (رزماری) را به همراه سرو کوهی می‌سوزانیدند ، تا از بروز عفونت جلوگیری به عمل بیاید. در منزل اکلیل کوهی از گیاهانی است که در طباخی مورد استفاده قرار می‌گیرد. مزه تند آن گوشت گوساله سرخ شده را خوشمزه و غذای تهیه شده از مرغ و ماهی را لذیذ می‌نماید.
در یونان باستان اعتقاد بر این بوده که اکلیل کوهی (رزماری) ذهن و حافظه را تقویت می‌کند. دانشجویان یونانی در وقت امتحان دادن تاج گل‌هایی از اکلیل کوهی را به دور سر خود می پیچیده‌اند. بعدها از اکلیل کوهی برای حفظ خاطره استفاده شد و در تشریفات تدفین، عزاداران شاخه‌هایی از اکلیل کوهی تازه را بر روی مقبره قرار می‌دادند تا شخص متوفی فراموش نشود. در مراسم عروسی این گیاه به علامت وفاداری بوده و شاخه‌هایی از آن در میان دسته گل عروس قرار داده می شده است.

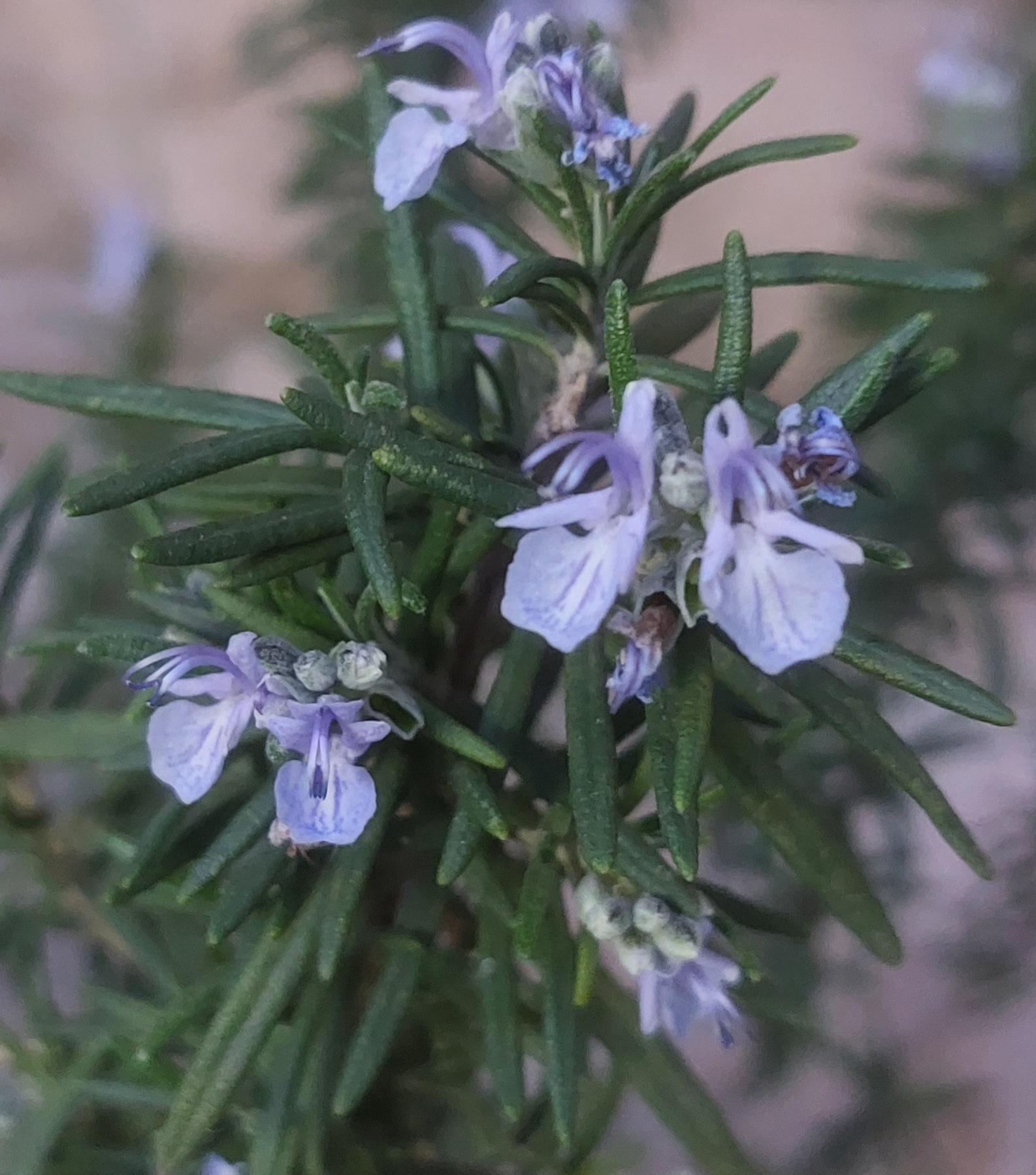
گل های گیاه رزماری

## کاربردها
پس از کشت، برگ‌ها، شاخه‌ها و گل‌های گلدار جهت استفاده استخراج می‌شود. از رزماری به عنوان گیاه تزئینی در باغ‌ها استفاده می‌شود. از برگ‌ها برای طعم دادن به غذاهای مختلف، مانند قیمه و گوشت سوخاری استفاده می‌شود.

### زراعت
از رزماری به دلیل جذابیت و تحمل به خشکی، به عنوان گیاه زینتی در باغها و برای محوطه سازی، به ویژه در مناطقی با آب و هوای مدیترانه‌ای استفاده می‌شود. کشت این گیاه آسان بوده و مقاوم در برابر آفات در نظر گرفته می‌شود. رزماری می‌تواند کاملاً بزرگ شود و سال‌ها جذابیت خود را حفظ کند، می‌تواند به شکل‌های رسمی و پرچین‌های کوچک هرس شود و برای درخت آرایی استفاده می‌شود. به راحتی در گلدان پرورش می‌یابد. ارقام خاکی پوشیده، با بافتی متراکم و بادوام، به‌طور زیادی گسترش یافتند. برای استفاده و برداشت از این گیاه، بوته باید ۳-۲ سال بالغ شود تا بتواند امکان رشد مجدد داشته باشد. همچنین مقدار برداشت شده نباید از ۲۰ درصد رشد گیاه بیشتر باشد تا گیاه حفظ شود.

### استفاده در آشپزی

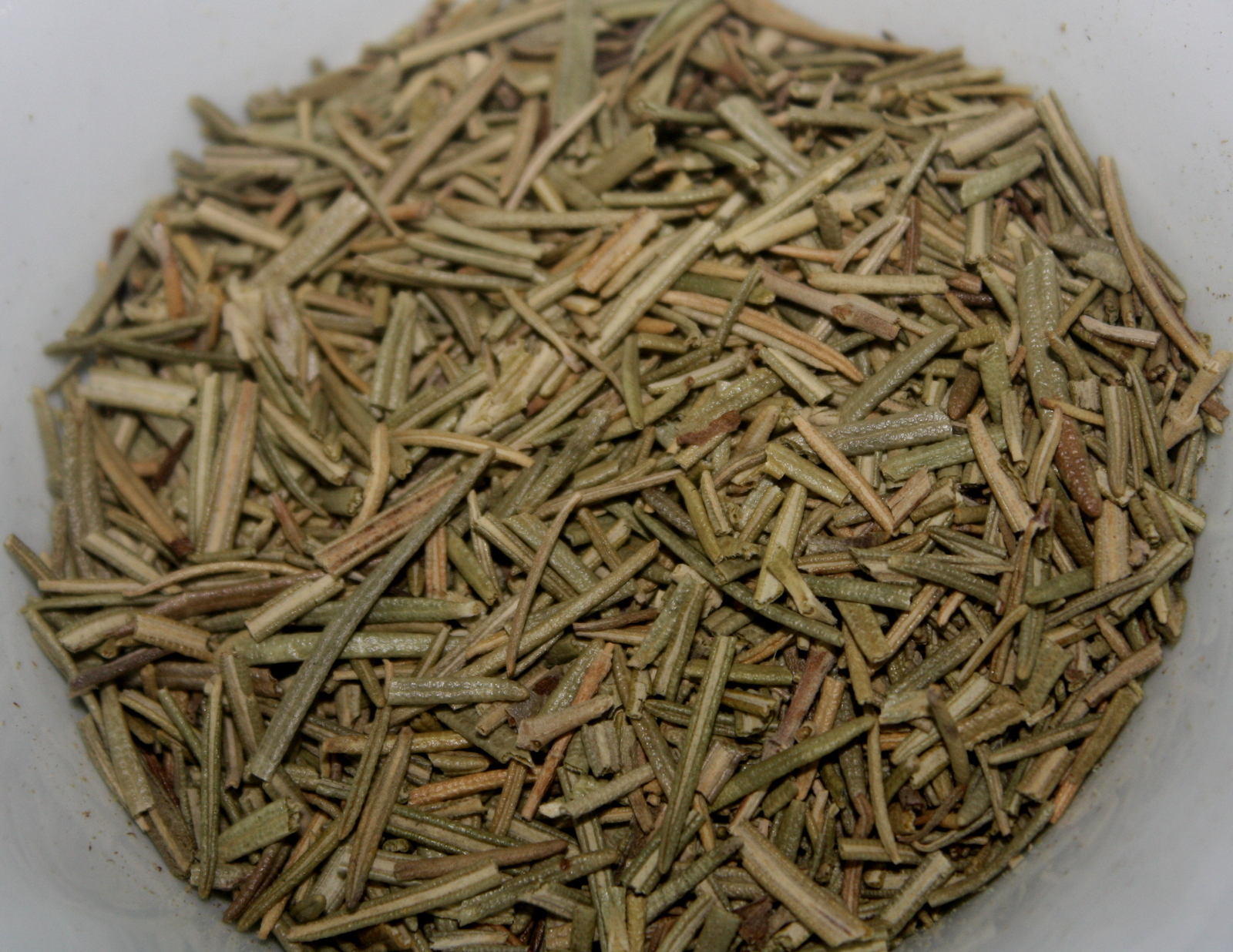
برگ‌های رزماری خشک شده.

از برگ‌های رزماری به عنوان طعم دهنده در غذاهایی مانند قیمه و گوشت بره و گوساله، مرغ و بوقلمون استفاده می‌شود. از برگ‌های تازه یا خشک در غذاهای سنتی مدیترانه ای استفاده می‌شود. آنها طعم تلخ، قابض و رایحه مشخصی دارند که مکمل بسیاری از غذاهای پخته شده‌است. از برگ آن می‌توان دم نوش گیاهی درست کرد. هنگامی که با گوشت یا سبزیجات تفت داده می‌شود، برگ‌ها عطر خردل مانندی با عطری از چوب سوخت شده به شما می‌دهند که به خوبی با غذاهای کبابی مطابقت دارد.
در مقادیری که معمولاً برای طعم دادن به غذاها مانند یک قاشق چای خوری (۱ گرم) استفاده می‌شود، رزماری هیچگونه ارزش غذایی ندارد. نشان داده شده‌است که عصاره رزماری ماندگاری و ثبات حرارتی روغن‌های غنی از امگا ۳ را که مستعد تعفن هستند بهبود می‌بخشد.

### عطر

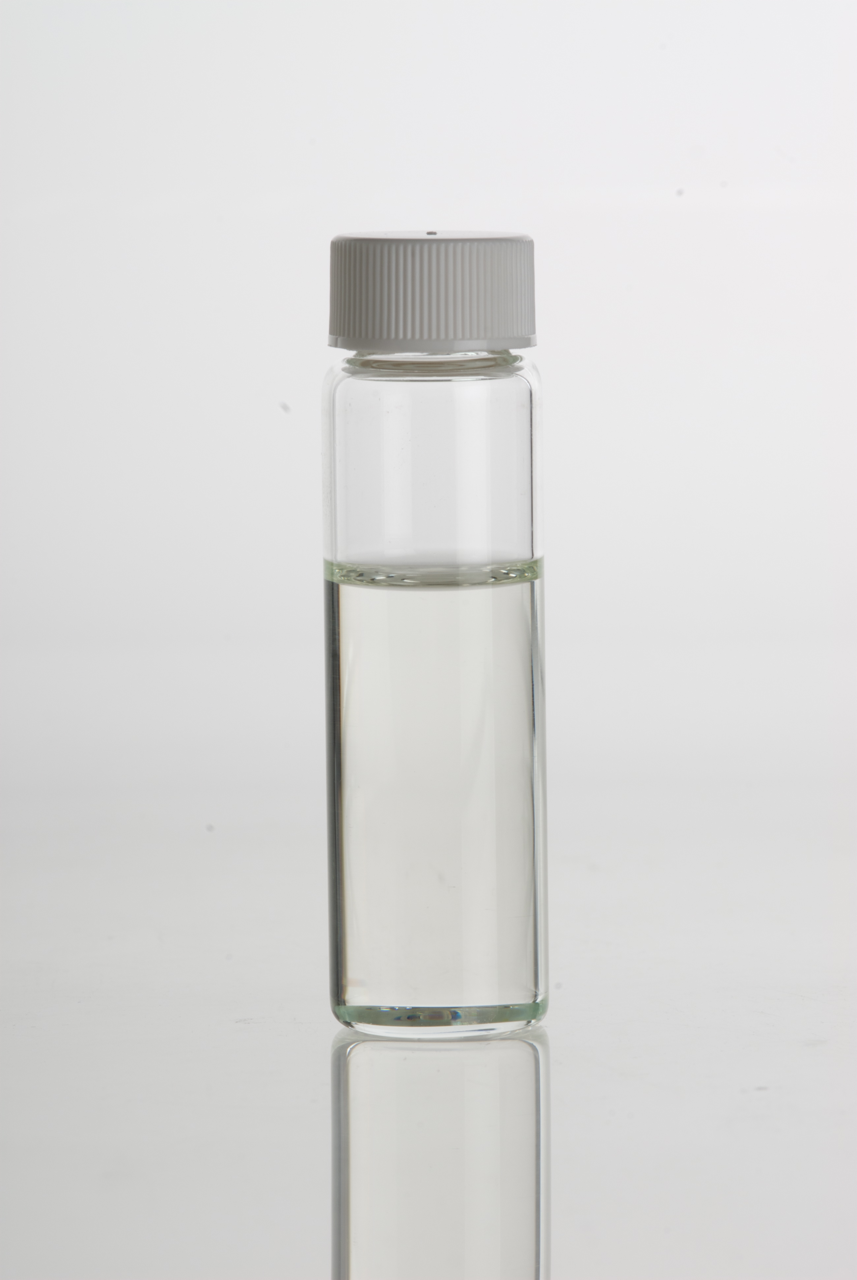
اسانس رزماری (Rosmarinus officinalis) در ویال شیشه ای شفاف.

روغن رزماری برای مصرف در عطرهای بدن یا خوشبوکننده‌های اتاق استفاده می‌شود. همچنین به عنوان بخور سوختنی، در شامپوها و محصولات تمیز کننده استفاده می‌شود.

### سلامت دستگاه گوارش
برگ‌های تازه یا خشک رزماری با طعم تند، قابض و عطر خاص خود، چاشنی فوق‌العاده‌ای برای انواع گوشت (گوساله، بره و مرغ)، ماهی، سوپ‌ها و سبزیجات کبابی هستند.
علاوه بر طعم‌بخشی، رزماری به طور سنتی برای بهبود فرآیند گوارش استفاده می‌شود. این گیاه با تحریک تولید صفرا به هضم بهتر چربی‌ها کمک کرده و خواص ضد اسپاسم آن می‌تواند نفخ، گاز معده و سوءهاضمه را تسکین دهد.
- روش مصرف: نوشیدن یک فنجان دمنوش رزماری (یک قاشق چای‌خوری برگ خشک در یک فنجان آب جوش) پس از وعده‌های غذایی سنگین توصیه می‌شود.

### خواص درمانی، سلامت پوست و مو[۱۰]
خواص آنتی‌اکسیدانی و ضدالتهابی رزماری، آن را به یک گنجینه درمانی تبدیل کرده است.
- تقویت حافظه و کاهش استرس: رزماری با کاهش هورمون استرس (کورتیزول) به آرامش سیستم عصبی کمک می‌کند. تحقیقات نشان داده‌اند که حتی استشمام رایحه آن (آروماتراپی) می‌تواند به لطف ترکیبی به نام «سینئول ۱.۸»، سرعت و دقت عملکرد ذهن را افزایش دهد.
  - روش مصرف: چند قطره روغن رزماری را در دستگاه دیفیوزر بریزید یا در مواقع استرس، یک قطره روی دستمال ریخته و عمیقاً استنشاق کنید.
- مراقبت از مو (رشد و درمان شوره): رزماری با افزایش گردش خون در پوست سر، اکسیژن و مواد مغذی بیشتری به فولیکول‌های مو می‌رساند. مطالعه‌ای در سال ۲۰۱۵ نشان داد که تأثیر روغن رزماری در درمان ریزش موی آندروژنیک (ارثی) با ماینوکسیدیل ۲٪ برابری می‌کند، در حالی که خارش کمتری ایجاد می‌کند. خواص ضد قارچی آن نیز به مبارزه با شوره سر کمک می‌کند.
  - روش مصرف: ۵ قطره روغن رزماری را با یک قاشق روغن حامل (مانند نارگیل) مخلوط کرده و پوست سر را ماساژ دهید. همچنین می‌توانید چند قطره از آن را به شامپوی خود اضافه کنید.
- مراقبت از پوست (جوانی و درمان آکنه): آنتی‌اکسیدان‌های رزماری از پوست در برابر آسیب رادیکال‌های آزاد محافظت کرده و به بهبود خاصیت ارتجاعی آن کمک می‌کنند. خواص ضد باکتریایی آن نیز با باکتری عامل آکنه مبارزه می‌کند.
  - روش مصرف: از آب رزماری خنک‌شده به عنوان تونر صورت استفاده کنید یا یک قطره روغن رزماری را با کمی روغن هسته انگور مخلوط کرده و فقط روی جوش‌ها بزنید.
- تسکین درد و بهبود گردش خون: رزماری با گشاد کردن عروق خونی، جریان خون را بهبود می‌بخشد. این ویژگی آن را به یک مسکن طبیعی برای دردهای عضلانی پس از ورزش یا دردهای مفصلی ناشی از آرتریت تبدیل می‌کند.
  - روش مصرف: ۱۰ تا ۱۵ قطره روغن رزماری را با دو قاشق روغن بادام شیرین مخلوط کرده و نواحی دردناک را با آن ماساژ دهید.

### سایر کاربردها[۱۱]
- گیاه زینتی: به دلیل جذابیت، مقاومت به خشکی و قابلیت هرس‌پذیری، گیاهی محبوب برای باغ‌ها و فضای سبز است.
- عطر و خوشبوکننده: اسانس رزماری در تولید عطر، خوشبوکننده‌های اتاق، شامپوها و محصولات پاک‌کننده کاربرد دارد.
- دافع حشرات طبیعی: رزماری یک جایگزین مؤثر و طبیعی برای اسپری‌های شیمیایی جهت دور کردن حشراتی مانند پشه است.

### مواد شیمیایی گیاهی
رزماری حاوی تعدادی از مواد شیمیایی گیاهی از جمله اسید رزمارینیک، کافور، اسید کافئیک، اسید اورسولیک، اسید بتولینیک، اسید کارنوزیک و کارنوزول است. اسانس رزماری حاوی ۱۰–۲۰٪ کافور است.

### تاثیر خواص آنتی اکسیدانی عصاره رزماری آزاد و محصور شده در لیپوزوم بر فرآیند اکسیداسیون روغن کانولا
خاصیت آنتی اکسیدانی عصاره رزماری به عنوان یک آنتی اکسیدان طبیعی بر روی فرآیند اکسیداسیون روغن کانولا گزارش شده و با آنتی اکسیدان مصنوعی بوتیله هیدروکسی تولوئن (BHT) (در 200 میلی گرم در لیتر) مقایسه شده است. اثر عصاره رزماری محصور شده آزاد و لیپوزومی در غلظت‌های 200، 600 و 1000 میلی‌گرم در لیتر بر بهبود پایداری اکسیداتیو روغن کانولا در دمای 120 درجه سانتی‌گراد با استفاده از روش Rancimat بررسی شد. تغییرات در مقدار پراکسید، آنیسیدین، TOTOX و اسید تیوباربیتوریک (TBA) با آزمایش آون شال در دمای 60 درجه سانتی گراد تعیین شده است. عصاره لیپوزومی رزماری به روش مظفری تهیه شد. سپس خواص فیزیکوشیمیایی (پتانسیل Z، اندازه ذرات و راندمان کپسولاسیون (EE)) تعیین شد. EE و پتانسیل Z لیپوزوم ها به ترتیب در 54.59٪ و -65.1 اینچ mV به دست آمد.